# Goryphus leveri
Goryphus leveri là một loài tò vò trong họ Ichneumonidae.